# 東広島高田道路
東広島高田道路（ひがしひろしまたかたどうろ）は、広島県東広島市から広島県安芸高田市に至る、延長約40 km（キロメートル）の地域高規格道路である。 
起点の高屋JCT/ICで山陽自動車道と東広島呉自動車道に接続している。終点の安芸高田市美土里町横田で中国自動車道に接続する予定。 

## 概要

### 路線データ
- 起点：広島県東広島市高屋町溝口（高屋JCT/IC）
- 終点：広島県安芸高田市美土里町横田（中国自動車道高田IC付近）
- 路線延長：約40 km
- 道路規格：第1種第3級
- 設計速度：80 km/h
- 車線数
  - 高屋JCT/IC - 東広島市高屋町郷：完成4車線（暫定2車線）
  - 安芸高田市向原町戸島 - 吉田IC：完成2車線

## 各区間の概要

### 東広島道路
東広島道路（ひがしひろしまどうろ）は、広島県東広島市高屋町溝口（高屋JCT/IC）から東広島市高屋町郷に至る、延長約2 kmの道路である。高屋JCT/ICで山陽自動車道と東広島呉自動車道に接続している。
当道路のうち、高屋JCT/IC - 東広島市高屋町高屋東間（約1 km）が2010年（平成22年）3月14日に暫定2車線で供用されている。
東広島市高屋町高屋東 - 東広島市高屋町郷間は計画路線（整備区間）。

#### 路線データ
- 起点：広島県東広島市高屋町溝口（高屋JCT/IC）
- 終点：広島県東広島市高屋町郷
- 路線延長：約2 km
- 道路規格：第1種第3級
- 設計速度：80 km/h
- 車線数：完成4車線（暫定2車線）

### 東広島市高屋町郷 - 東広島市高屋町郷
計画路線（調査区間）。

### 東広島市高屋町郷 - 安芸高田市向原町戸島
計画路線。

### 向原吉田道路
向原吉田道路（むかいはらよしだどうろ）は、広島県安芸高田市向原町戸島から安芸高田市吉田町常友（吉田IC）に至る、延長約4.5 kmの道路である。
2005年（平成17年）3月25日に整備区間に指定された。向原IC - 吉田IC間（約3.2 km）は、1期工事として広島県により事業化され、2024年（令和6年）度の開通を予定していたが、天候の影響により2025年（令和7年）5月25日に延期された。

#### 路線データ
- 起点：広島県安芸高田市向原町戸島
- 終点：広島県安芸高田市吉田町常友（吉田IC）
- 路線延長：約4.5 km
- 道路規格：第1種第3級
- 設計速度：80 km/h
- 車線数：完成2車線

#### 主な構造物
- 向原吉田トンネル
- 安芸高田大橋（全長174.5 m）

### 吉田IC - 安芸高田市美土里町横田
計画路線。
終点の安芸高田市美土里町横田で中国自動車道（高田IC付近）に接続する予定。

## インターチェンジなど
- IC番号欄の背景色が である部分については道路が供用済みの区間を示す。
施設名欄の背景色が である部分は施設が供用されていない、または完成していないことを示す。
- 英略字は以下の項目を示す。
  - IC：インターチェンジ、JCT：ジャンクション

| IC番号               | 施設名                 | 接続路線名                     | 起点から （km） | 備考                  | 所在地     |
| -------------------- | ---------------------- | ------------------------------ | --------------- | --------------------- | ---------- |
| E75 東広島呉自動車道 |                        |                                |                 |                       |            |
| 25-1                 | 高屋JCT/IC             | E2 山陽自動車道                | 0.0             |                       | 東広島市   |
|                      | 東広島市高屋町高屋東   | 広島県道59号東広島本郷忠海線   | 1.0             | キロポストは0.8KPまで | 東広島市   |
| 計画路線（整備区間） |                        |                                |                 |                       | 東広島市   |
|                      | 東広島市高屋町郷       | 広島県道59号東広島本郷忠海線   |                 |                       | 東広島市   |
| 計画路線（調査区間） |                        |                                |                 |                       | 東広島市   |
|                      | 東広島市高屋町郷       |                                |                 |                       | 東広島市   |
| 計画路線             |                        |                                |                 |                       |            |
|                      | 安芸高田市向原町戸島   | 広島県道37号広島三次線         |                 |                       | 安芸高田市 |
| 事業中               |                        |                                |                 |                       | 安芸高田市 |
|                      | 向原IC                 | 広島県道29号吉田豊栄線         |                 |                       | 安芸高田市 |
|                      | 吉田IC                 | 国道54号                       |                 |                       | 安芸高田市 |
| 計画路線             |                        |                                |                 |                       | 安芸高田市 |
|                      | 安芸高田市美土里町横田 | E2A 中国自動車道（高田IC付近） |                 |                       | 安芸高田市 |

## 沿革
- 1994年（平成6年）12月：地域高規格道路の候補路線に指定[1]。
- 1998年（平成10年）6月：地域高規格道路の計画路線に指定[1]。
- 1998年（平成10年）12月：高屋JCT/IC - 東広島市高屋町郷間が調査区間に指定[1]。
- 1999年（平成11年）12月：安芸高田市向原町戸島 - 吉田IC（仮称）間が調査区間に指定[1]。
- 2003年（平成15年）9月：高屋JCT/IC - 東広島市高屋町郷間が整備区間に指定[1]。
- 2005年（平成17年）3月25日：安芸高田市向原町戸島 - 吉田IC間が整備区間に指定[1][3]。
- 2010年（平成22年）3月14日：高屋JCT/IC - 東広島市高屋町高屋東間の供用を開始[1][2]。
- 2025年（令和7年）5月25日：向原IC - 吉田IC間の供用を開始[7]。

### 開通予定年度
- 未定（事業中[3][4]）：安芸高田市向原町戸島 - 向原IC
- 未定：東広島市高屋町高屋東 - 安芸高田市向原町戸島、吉田IC - 安芸高田市美土里町横田